# Liste der Kulturgüter in Neuenkirch
Die Liste der Kulturgüter in Neuenkirch enthält alle Objekte in der Gemeinde Neuenkirch im Kanton Luzern, die gemäss der Haager Konvention zum Schutz von Kulturgut bei bewaffneten Konflikten, dem Bundesgesetz vom 20. Juni 2014 über den Schutz der Kulturgüter bei bewaffneten Konflikten sowie der Verordnung vom 29. Oktober 2014 über den Schutz der Kulturgüter bei bewaffneten Konflikten unter Schutz stehen.
Objekte der Kategorie A sind im Gemeindegebiet nicht ausgewiesen, Objekte der Kategorie B sind vollständig in der Liste enthalten, Objekte der Kategorie C fehlen zurzeit (Stand: 1. Januar 2023). Unter übrige Baudenkmäler sind zusätzliche Objekte zu finden, die im kantonalen Denkmalverzeichnis verzeichnet und nicht bereits in der Liste der Kulturgüter enthalten sind.

## Kulturgüter
| Foto |                                                                                    | Objekt                                                                        | Kat. | Typ | Standort                                     | Beschreibung |
| ---- | ---------------------------------------------------------------------------------- | ----------------------------------------------------------------------------- | ---- | --- | -------------------------------------------- | --- |
| ja   | Datei hochladen                                                                    | Sempachersee, neolithische-bronzezeitliche Pfahlbaufundstellen KGS-Nr.: 16558 | A    | F   | 653588 / 222455                              | Objekt liegt auf dem Gemeindegebiet von Neuenkirch, Eich (KGS-Nr. 16556), Nottwil (KGS-Nr. 16555), Oberkirch (KGS-Nr. 16554), Schenkon (KGS-Nr. 16553), Sempach (KGS-Nr. 16557) und Sursee (KGS-Nr. 16552). |
| ja   | Datei hochladen · Wikidata zu Wallfahrtskapelle St. Gallus und Einbeth (Q29785767) | Wallfahrtskapelle St. Gallus und Einbeth KGS-Nr.: 03849                       | B    | G   | Sempach Station, Adelwil 9.3 658520 / 218390 | |
| ja   | Datei hochladen · Wikidata zu Schloss Wartensee mit Oekonomiegebäude (Q29785769)   | Schloss Wartensee mit Oekonomiegebäude KGS-Nr.: 03850                         | B    | G   | Sempach Station, Wartensee 2 655780 / 218619 | |

## Übrige Baudenkmäler
| ID   | Foto |                                                                   | Objekt                                    | Typ | Standort                                         | Beschreibung |
| ---- | ---- | ----------------------------------------------------------------- | ----------------------------------------- | --- | ------------------------------------------------ | ------------ |
| 1    | ja   | Datei hochladen · Wikidata zu Pfarrkirche St. Ulrich (Q122261767) | Pfarrkirche St. Ulrich                    | G   | Kaplaneiweg 4.2 658066 / 216840                  |              |
| 59b  | BW   | Datei hochladen                                                   | Speicher                                  | G   | Sempach Station, Wartensee 3.3 655700 / 218581   |              |
| 65   | ja   | Datei hochladen                                                   | Wegkapelle Gritzenmoos                    | G   | Sempach Station, Gritzenmoos 8.3 659417 / 218716 |              |
| 133  | ja   | Datei hochladen                                                   | Bauernhaus Moosschür                      | G   | Hellbühl, Neuenkirchstrasse 1 658407 / 214063    |              |
| 139a | BW   | Datei hochladen                                                   | Speicher auf der Liegenschaft Herdmänigen | G   | Hellbühl, Härdmänigen 4.1 657906 / 214538        |              |
| 226b | ja   | Datei hochladen                                                   | Speicher beim Hof Stofer                  | G   | Sempach Station, Adelwil 5.3 658531 / 218546     |              |
| 360  | BW   | Datei hochladen                                                   | Wegkreuz am Holzschopf                    | K   | Hof Unterlindig 655583 / 217182                  |              |
| 450  | ja   | Datei hochladen                                                   | Pfarrkirche St. Wendelin                  | G   | Hellbühl, Luzernstrasse 4.1 657605 / 213530      |              |

Legende: Siehe Legende der Liste der Kulturgüter von nationaler und regionaler Bedeutung. Anstelle der KGS-Nummer wird als Objekt-Identifikator (ID) die Gebäudenummer im kantonalen Denkmalverzeichnis verwendet.